# Henry López Báez
Henry López Báez, vollständiger Name Henry Ariel López Báez, (* 3. Juli 1967 in Montevideo) ist ein ehemaliger uruguayischer Fußballspieler.

## Karriere

### Spieler

#### Vereine
Der 1,79 Meter große Mittelfeldakteur López Báez gehörte zu Beginn seiner Karriere von 1990 bis Mitte 1993 der Mannschaft Bella Vistas an. In diesem Zeitraum gewannen die Montevideaner 1990 zum ersten und bislang einzigen Mal die uruguayische Meisterschaft. Anschließend spielte er bis Mitte 1995 für den Club Atlético Talleres und bestritt für die Argentinier in der Saison 1994/95 vier Ligapartien (kein Tor). Sodann war er bis etwa zur Jahresmitte 1996 beim Club Atlético Basáñez aktiv. Von dort wechselte López Báez zu Centro Atlético Fénix. Im Jahr 1997 verpflichtete ihn erneut Bella Vista. Im Rahmen dieses zweiten Engagements beim Klub aus dem Barrio Prado ist für ihn ab der Saison 2001 bis einschließlich der Spielzeit 2004 das Mitwirken in 76 Spielen der Primera División notiert, bei denen er acht Treffer erzielte.

#### Nationalmannschaft
López Báez debütierte am 5. Mai 1991 bei der 0:1-Auswärtsniederlage gegen die Auswahl der USA in der uruguayischen A-Nationalmannschaft, als er bei Pedro Ramón Cubillas erstem Spiel als Nationaltrainer von diesem in die Startaufstellung beordert wurde. In der Folgezeit absolvierte er insgesamt acht Länderspiele, bei denen er ein Tor schoss. Er nahm mit der „Celeste“ an der Copa América 1991 teil, bei der er vom nunmehr verantwortlichen Luis Alberto Cubilla in zwei Turnierspielen eingesetzt wurde. Im Rahmen dieses Wettbewerbs lief er am 15. Juli 1991 in der mit 1:0 gewonnenen Partie gegen Kolumbien letztmals im Nationaltrikot auf.

#### Erfolge
- Uruguayischer Meister: 1990

### Trainer
Nach seiner aktiven Karriere war López Báez zunächst in Costa Rica an der Seite von Manuel Keosseián als Co-Trainer tätig. Später wirkte er bei Bella Vista als Assistent von Ildo Maneiro. Dort übernahm er schließlich ab November 2007 für vier Spiele die Verantwortung als Interimscheftrainer. Mindestens im Jahr 2016 war er Kinder- und Jugendtrainer bei Atlético Chenet auf der Kanareninsel Teneriffa. Dort lebt er seit 2008 mit seiner Familie in San Isidro. Seine beiden Söhne spielen ebenfalls Fußball. Der älteste ist für Las Zocas in der Tercera División der Liga Canaria aktiv.